# 홍라영원
홍라영원(중국어 간체자: 红瘰疣螈, 병음: hóngluǒyóuyuán, 학명: Tylototriton shanjing 튈로토트리톤 스한잉[*])은 중국 원산의 맹독성 영원이다.
최대 신장 20 센티미터까지 자랃다. 머리는 오렌지색이고 머리에서 꼬리까지 등을 따라 오렌지색 능선이 있다. 이 능선과 평행하게 좌우 한 쌍의 오렌지색 점선이 달린다. 꼬리와 다리는 완전히 오렌지색이다. 오렌지색의 색조는 다양하다.